# Hall of Fame Open 2021
Hall of Fame Open 2021 là một giải quần vợt nam thi đấu trên mặt sân cỏ ngoài trời. Đây là lần thứ 45 giải đấu được tổ chức, và là một phần của ATP Tour 250 trong ATP Tour 2021. Giải đấu diễn ra tại International Tennis Hall of Fame ở Newport, Rhode Island, Hoa Kỳ, từ ngày 12 tháng 7 đến ngày 18 tháng 7 năm 2021.

## Điểm và tiền thưởng

### Phân phối điểm
| Sự kiện | VĐ  | CK  | BK | TK | Vòng 1/16 | Vòng 1/32 | Q  | Q2 | Q1 |
| Đơn     | 250 | 150 | 90 | 45 | 20        | 0         | 12 | 6  | 0  |
| Đôi     | 250 | 150 | 90 | 45 | 0         | —         | —  | —  | —  |

### Tiền thưởng
| Sự kiện | VĐ      | CK      | BK      | TK      | Vòng 1/16 | Vòng 1/32 | Q2     | Q1     |
| Đơn     | $45,795 | $32,835 | $23,375 | $15,580 | $10,015   | $6,030    | $2,945 | $1,530 |
| Đôi*    | $17,100 | $12,240 | $8,070  | $5,240  | $3,070    | —         | —      | —      |

*mỗi đội

## Nội dung đơn

### Hạt giống
| Quốc gia | Tay vợt            | Xếp hạng1 | Hạt giống |
| -------- | ------------------ | --------- | --------- |
| KAZ      | Alexander Bublik   | 38        | 1         |
| USA      | Sam Querrey        | 54        | 2         |
| JPN      | Yoshihito Nishioka | 58        | 3         |
| CAN      | Vasek Pospisil     | 65        | 4         |
| USA      | Tennys Sandgren    | 68        | 5         |
| USA      | Steve Johnson      | 74        | 6         |
| AUS      | Jordan Thompson    | 78        | 7         |
| RSA      | Kevin Anderson     | 102       | 8         |

- 1 Bảng xếp hạng vào ngày 28 tháng 6 năm 2021.[2]

### Vận động viên khác
Đặc cách:
- Kevin Anderson
- Ivo Karlović
- Jack Sock

Vượt qua vòng loại:
- Alex Bolt
- Mitchell Krueger
- Sebastian Ofner
- Brayden Schnur

### Rút lui
Trước giải đấu
- James Duckworth → thay thế bởi  Jenson Brooksby
- Marcos Giron → thay thế bởi  Jason Jung
- Adrian Mannarino → thay thế bởi  Maxime Cressy
- Mackenzie McDonald → thay thế bởi  Cedrik-Marcel Stebe
- Tommy Paul → thay thế bởi  Jurij Rodionov
- Andreas Seppi → thay thế bởi  Paolo Lorenzi

## Nội dung đôi

### Hạt giống
| Quốc gia | Tay vợt          | Quốc gia | Tay vợt            | Xếp hạng1 | Hạt giống |
| -------- | ---------------- | -------- | ------------------ | --------- | --------- |
| NZL      | Marcus Daniell   | JPN      | Ben McLachlan      | 88        | 1         |
| ISR      | Jonathan Erlich  | MEX      | Santiago González  | 126       | 2         |
| FIN      | Harri Heliövaara | AUS      | John-Patrick Smith | 156       | 3         |
| GBR      | Luke Bambridge   | AUS      | Matt Reid          | 157       | 4         |

- 1 Bảng xếp hạng vào ngày 28 tháng 6 năm 2021.

### Vận động viên khác
Đặc cách:
- William Blumberg /  Jack Sock
- Alexander Bublik /  Dennis Novikov

Thay thế:
- Yoshihito Nishioka /  Yasutaka Uchiyama

### Rút lui
Trước giải đấu
- Matthew Ebden /  John-Patrick Smith → thay thế bởi  Harri Heliövaara /  John-Patrick Smith
- Harri Heliövaara /  Lloyd Glasspool → thay thế bởi  Robert Galloway /  Alex Lawson
- James Duckworth /  Matt Reid → thay thế bởi  Luke Bambridge /  Matt Reid
- Marcos Giron /  Evan King → thay thế bởi  Treat Huey /  Miguel Ángel Reyes Varela

Trong giải đấu
- Alexander Bublik /  Dennis Novikov
- João Sousa /  Jordan Thompson

## Nhà vô địch

### Đơn
- Kevin Anderson đánh bại  Jenson Brooksby, 7–6(10–8), 6–4

### Đôi
- William Blumberg /  Jack Sock đánh bại  Austin Krajicek /  Vasek Pospisil, 6–2, 7–6(7–3)